# Liegi-Bastogne-Liegi 1945
La Liegi-Bastogne-Liegi 1945, trentunesima edizione della corsa, fu disputata il 5 agosto 1945 per un percorso di 204 km. Fu vinta dal belga Jean Engels, giunto al traguardo in 6h21'11" alla media di 32,929 km/h, precedendo i connazionali Edward Van Dijck e Joseph Moerenhout. 
I corridori che portarono a termine la gara al traguardo di Liegi furono in totale 19.

## Ordine d'arrivo (Top 10)
| Pos. | Corridore                | Squadra       | Tempo    |
| ---- | ------------------------ | ------------- | -------- |
| 1    | Jean Engels              | Alcyon-Dunlop | 6h21'11" |
| 2    | Edward Van Dijck         | -             | a 47"    |
| 3    | Joseph Moerenhout        | -             | s.t.     |
| 4    | Sylvain Grysolle         | -             | s.t.     |
| 5    | Huub Sijen               | -             | s.t.     |
| 6    | Odiel Van Den Meerschaut | -             | s.t.     |
| 7    | Louis Nackaerts          | -             | s.t.     |
| 8    | Louis Prairie            | -             | s.t.     |
| 9    | Joseph Hoefkens          | -             | a 3'07"  |
| 10   | Armand Putzeyse          | -             | s.t.     |